# J.O.F. Morris
James Ogilvy Fairlie "Jof" Morris (8. januar 1856 i Prestwick, Skotland – 8. april 1906) var en skotsk professionel golfspiller, som i 1870'erne og 1880'erne flere gange deltog i The Open Championship med tredjepladsen i 1878 som bedste resultat. Han er måske bedre kendt som Tom Morris, Sr.'s søn og Tom Morris, Jr.'s lillebror, men han opnåede altså ikke helt de samme resultater som sin far og storebror, som begge vandt The Open Championship fire gange.
J.O.F. Morris designede bl.a. golfbanen til Hesketh Golf Club i Southport i 1885.